# U.S. Professional Indoor 1971
Lo U.S. Pro Indoor 1971 è stato un torneo di tennis giocato sintetico indoor. È stata la 4ª edizione dello U.S. Pro Indoor, che fa parte del World Championship Tennis 1971. Si è giocato al Wachovia Spectrum di Filadelfia in Pennsylvania negli Stati Uniti dal 9 al 14 febbraio 1971.

## Campioni

### Singolare maschile
John Newcombe ha battuto in finale  Rod Laver con il punteggio di 7–6(5), 7–6(1), 6–4

### Doppio maschile
Il torneo si è fermato prima delle semifinali